# 帕茨維爾 (內華達州)
帕茨維爾（英語：Patsville）是位於美國內華達州埃爾科縣的鬼鎮。

## 地理
帕茨維爾所處的海拔為高於海平面1728米（即5670英呎），而該地所採用的時區為UTC-8，即太平洋时区（PST）。同時該地設有夏令時間，為UTC-8調快一小時，即UTC-7（PDT）。